# Copa ACLAV 2006
La Copa ACLAV de 2006 fue la segunda edición de la segunda competencia nacional más importante a nivel de clubes de vóley masculino en la Argentina.
La fase final se jugó en San Carlos de Bolívar, donde el equipo local, Orígenes Bolívar, logró su primer título en la competencia al vencer a Boca Juniors.

## Equipos participantes
| Club                  | Localidad                   |
| --------------------- | --------------------------- |
| Alianza Jesús María   | Jesús María, Córdoba        |
| Banco Industrial Azul | Azul, Buenos Aires          |
| Boca Juniors          | Buenos Aires                |
| Chubut Volley         | Trelew, Chubut              |
| Gigantes del Sur      | Neuquén, Neuquén            |
| La Unión de Formosa   | Formosa, Formosa            |
| Misiones Vóley        | Posadas, Misiones           |
| Obras Sanitarias      | San Juan, San Juan          |
| Orígenes Bolívar      | Bolívar, Buenos Aires       |
| River Plate           | Chascomús, Buenos Aires     |
| Rosario Sonder        | Rosario, Santa Fe           |
| Vélez Sársfield       | Benito Juárez, Buenos Aires |

## Modo de disputa
La copa estuvo dividida en dos fases, la primera fase y los play-offs. Durante la primera fase, los equipos se enfrentaron en formato de «Grand Prix», es decir, en una misma sede se enfrentaban tres equipos en tres días consecutivos. Este sistema se disputó durante tres fines de semana y al cabo de esta fase los equipos disputaron 6 partidos y se los ordenó según los resultados obtenidos y según la cantidad de puntos logrados. Los ocho mejores equipos avanzaron a la segunda fase, los restantes cuatro equipos dejaron de disputar la copa.
Los «Grand Prix» se ordenaron del 1 al 12 y las sedes fueron:
| Weekend 1 - Grand Prix 1: Estadio Aldo Cantoni, San Juan. - Grand Prix 2: Estadio Centenario, Formosa. - Grand Prix 3: Estadio de la Sagrada Familia, Azul. - Grand Prix 4: Gimnasio Municipal n.º 1, Trelew. | Weekend 2 - Grand Prix 5: Estadio Cristóbal Romero, Club Independiente, La Rioja. - Grand Prix 6: Gimnasio Parque Central, Neuquén. - Grand Prix 7: Estadio Ana Petracca, Vélez Sarsfield, Buenos Aires. - Grand Prix 8: Estadio Ana Petracca, Vélez Sarsfield, Buenos Aires. | Weekend 3 - Grand Prix 9: Microestadio Newell's Old Boys, Rosario. - Grand Prix 10: Estadio República de Venezuela, San Carlos de Bolívar. - Grand Prix 11: Estadio de la Sagrada Familia, Azul. - Grand Prix 12: Estadio de Alianza, Jesús María. |

La segunda fase, los play-offs se dividieron en tres fases, los cuartos de final, las semifinales y la final. Los cuartos de final se disputaron al mejor de dos partidos, ambos en una misma sede, donde hacía las veces de local el equipo mejor ubicado. Tras los dos partidos avanzaba aquel equipo que hubiese obtenido o la victoria en ambos o la mayor cantidad de sets ganados o de puntos ganados. Las semifinales y la final se disputaron en una misma sede y a partido único.

## Primera ronda
Fuente: Somos Vóley.
| Pos. | Equipo                | Partidos | Partidos | Partidos | Sets | Sets | Pts |
| Pos. | Equipo                | PJ       | PG       | PP       | SG   | SP   | Pts |
| ---- | --------------------- | -------- | -------- | -------- | ---- | ---- | --- |
| 1.º  | Boca Juniors          | 6        | 6        | 0        | 18   | 6    | 16  |
| 2.º  | La Unión de Formosa   | 6        | 4        | 2        | 16   | 10   | 14  |
| 3.º  | Orígenes Bolívar      | 6        | 5        | 1        | 15   | 7    | 13  |
| 4.º  | Rosario Vóley         | 6        | 4        | 2        | 13   | 8    | 12  |
| 5.º  | Misiones Vóley        | 6        | 3        | 3        | 13   | 11   | 9   |
| 6.º  | Banco Industrial Azul | 6        | 3        | 3        | 12   | 11   | 9   |
| 7.º  | Vélez Sarsfield       | 6        | 2        | 4        | 10   | 14   | 9   |
| 8.º  | Alianza Jesús María   | 6        | 2        | 4        | 10   | 14   | 7   |
| 9.º  | Chubut Volley         | 6        | 2        | 4        | 11   | 14   | 6   |
| 10.º | Gigantes del Sur      | 6        | 2        | 4        | 7    | 14   | 6   |
| 11.º | River Plate           | 6        | 1        | 5        | 7    | 15   | 4   |
| 12.º | Obras (San Juan)      | 6        | 1        | 5        | 4    | 15   | 3   |

|  |                                 |
|  | Clasificado a cuartos de final. |

| Weekend 1      | Weekend 1             | Weekend 1 | Weekend 1           | Weekend 1                        | Weekend 1 | Weekend 1 | Weekend 1 | Weekend 1 | Weekend 1 |
| Fecha          | Local                 | Resul     | Visitante           | Estadio                          | Set 1     | Set 2     | Set 3     | Set 4     | Set 5     |
| -------------- | --------------------- | --------- | ------------------- | -------------------------------- | --------- | --------- | --------- | --------- | --------- |
| 2 de noviembre | Obras (SJ)            | 0 - 3     | Vélez Sarsfield     | Aldo Cantoni, San Juan           | 19-25     | 17-25     | 18-25     | —         | —         |
| 2 de noviembre | La Unión de Formosa   | 2 - 3     | Boca Juniors        | Centenario, Formosa              | 25-13     | 25-15     | 17-25     | 20-25     | 14-16     |
| 2 de noviembre | Banco Industrial Azul | 3 - 0     | Gigantes del Sur    | Sagrada Familia, Azul            | 32-30     | 25-18     | 25-15     | —         | —         |
| 2 de noviembre | Chubut Volley         | 3 - 0     | River Plate         | Gimnasio Municipal n.° 1, Trelew | 25-20     | 25-18     | 25-22     | —         | —         |
| 3 de noviembre | Vélez Sarsfield       | 0 - 3     | Orígenes Bolívar    | Aldo Cantoni, San Juan           | 25-23     | 25-21     | 25-19     | —         | —         |
| 3 de noviembre | Boca Juniors          | 3 - 2     | Misiones Vóley      | Centenario, Formosa              | 25-22     | 25-14     | 23-25     | 24-26     | 15-8      |
| 3 de noviembre | Gigantes del Sur      | 3 - 1     | Alianza Jesús María | Sagrada Familia, Azul            | 25-20     | 18-25     | 25-20     | 27-25     | —         |
| 3 de noviembre | River Plate           | 0 - 3     | Rosario Sonder      | Gimnasio Municipal n.° 1, Trelew | 25-15     | 25-16     | 26-24     | —         | —         |
| 4 de noviembre | Chubut Volley         | 1 - 3     | Rosario Sonder      | Gimnasio Municipal n.° 1, Trelew | 19-25     | 25-19     | 19-25     | 24-26     | —         |
| 4 de noviembre | Banco Industrial Azul | 1 - 3     | Alianza Jesús María | Sagrada Familia, Azul            | 18-25     | 28-26     | 16-25     | 21-25     | —         |
| 4 de noviembre | La Unión de Formosa   | 3 - 1     | Misiones Vóley      | Centenario, Formosa              | 25-18     | 26-28     | 25-16     | 25-21     | —         |
| 4 de noviembre | Obras (SJ)            | 0 - 3     | Orígenes Bolívar    | Aldo Cantoni, San Juan           | 21-25     | 21-25     | 13-25     | —         | —         |

| Weekend 2       | Weekend 2             | Weekend 2 | Weekend 2             | Weekend 2                  | Weekend 2 | Weekend 2 | Weekend 2 | Weekend 2 | Weekend 2 |
| Fecha           | Local                 | Resul     | Visitante             | Estadio                    | Set 1     | Set 2     | Set 3     | Set 4     | Set 5     |
| --------------- | --------------------- | --------- | --------------------- | -------------------------- | --------- | --------- | --------- | --------- | --------- |
| 9 de noviembre  | Boca Juniors          | 3 - 1     | Chubut Volley         | Cristóbal Romero, La Rioja | 25-19     | 25-27     | 25-20     | 29-27     | —         |
| 9 de noviembre  | Gigantes del Sur      | 3 - 1     | Obras (SJ)            | Parque Central, Neuquén    | 22-25     | 25-23     | 25-20     | 26-24     | —         |
| 9 de noviembre  | River Plate           | 1 - 3     | La Unión de Formosa   | Ana Petracca, Buenos Aires | 25-18     | 22-25     | 20-25     | 22-25     | —         |
| 9 de noviembre  | Vélez Sarsfield       | 3 - 1     | Banco Industrial Azul | Ana Petracca, Buenos Aires | 25-27     | 25-18     | 26-24     | 25-17     | —         |
| 10 de noviembre | Chubut Volley         | 2 - 3     | Bolívar               | Cristóbal Romero, La Rioja | 25-23     | 20-25     | 19-25     | 25-22     | 15-17     |
| 10 de noviembre | Obras (SJ)            | 0 - 3     | Misiones Vóley        | Parque Central, Neuquén    | 15-25     | 18-25     | 24-26     | —         | —         |
| 10 de noviembre | La Unión de Formosa   | 3 - 1     | Alianza Jesús María   | Ana Petracca, Buenos Aires | 25-15     | 25-22     | 22-25     | 25-18     | —         |
| 10 de noviembre | Banco Industrial Azul | 1 - 3     | Rosario Sonder        | Ana Petracca, Buenos Aires | 19-25     | 20-25     | 25-20     | 21-25     | —         |
| 11 de noviembre | Boca Juniors          | 3 - 0     | Bolívar               | Cristóbal Romero, La Rioja | 25-18     | 25-22     | 25-15     | —         | —         |
| 11 de noviembre | Gigantes del Sur      | 0 - 3     | Misiones Vóley        | Parque Central, Neuquén    | 23-25     | 21-25     | 25-27     | —         | —         |
| 11 de noviembre | River Plate           | 3 - 0     | Alianza Jesús María   | Ana Petracca, Buenos Aires | 25-20     | 25-21     | 25-23     | —         | —         |
| 11 de noviembre | Vélez Sarsfield       | 0 - 3     | Rosario Sonder        | Ana Petracca, Buenos Aires | 20-25     | 25-27     | 24-26     | —         | —         |

| Weekend 3       | Weekend 3             | Weekend 3 | Weekend 3           | Weekend 3                         | Weekend 3 | Weekend 3 | Weekend 3 | Weekend 3 | Weekend 3 |
| Fecha           | Local                 | Resul     | Visitante           | Estadio                           | Set 1     | Set 2     | Set 3     | Set 4     | Set 5     |
| --------------- | --------------------- | --------- | ------------------- | --------------------------------- | --------- | --------- | --------- | --------- | --------- |
| 16 de noviembre | Rosario Vóley         | 0 - 3     | Obras (SJ)          | Microestadio de Newell's, Rosario | 0-25      | 0-25      | 0-25      | —         | —         |
| 16 de noviembre | Bolívar               | 3 - 2     | La Unión de Formosa | República de Venezuela, Bolívar   | 24-26     | 24-26     | 25-20     | 25-18     | 15-13     |
| 16 de noviembre | Banco Industrial Azul | 3 - 1     | Misiones Vóley      | Sagrada Familia, Azul             | 25-18     | 27-25     | 22-25     | 25-20     | —         |
| 16 de noviembre | Alianza Jesús María   | 2 - 3     | Chubut Volley       | Alianza Jesús María, Jesús María  | 23-25     | 25-18     | 22-25     | 25-23     | 15-17     |
| 17 de noviembre | Obras (SJ)            | 0 - 3     | Boca Juniors        | Microestadio de Newell's, Rosario | 14-25     | 16-25     | 18-25     | —         | —         |
| 17 de noviembre | La Unión de Formosa   | 3 - 1     | Gigantes del Sur    | República de Venezuela, Bolívar   | 25-23     | 25-17     | 18-25     | 25-23     | —         |
| 17 de noviembre | River Plate           | 2 - 3     | Misiones Vóley      | Sagrada Familia, Azul             | 25-21     | 25-23     | 21-25     | 13-25     | 11-15     |
| 17 de noviembre | Chubut Volley         | 1 - 3     | Vélez Sarsfield     | Alianza Jesús María, Jesús María  | 21-25     | 25-23     | 33-35     | 21-25     | —         |
| 18 de noviembre | Rosario Vóley         | 1 - 3     | Boca Juniors        | Microestadio de Newell's, Rosario | 20-25     | 17-25     | 27-25     | 20-25     | —         |
| 18 de noviembre | Bolívar               | 3 - 0     | Gigantes del Sur    | República de Venezuela, Bolívar   | 25-13     | 25-19     | 25-16     | —         | —         |
| 18 de noviembre | Banco Industrial Azul | 3 - 1     | River Plate         | Sagrada Familia, Azul             | 21-25     | 25-22     | 25-18     | 25-21     | —         |
| 18 de noviembre | Alianza Jesús María   | 3 - 1     | Vélez Sarsfield     | Alianza Jesús María, Jesús María  | 25-17     | 25-23     | 19-25     | 25-21     | —         |

## Segunda ronda
|  | Cuartos de final | Cuartos de final      | Cuartos de final | Cuartos de final |   |     | Semifinales         | Semifinales | Semifinales |  |     | Final        | Final | Final |  |
|  |                  |                       |                  |                  |   |     |                     |             |             |  |     |              |       |       |  |
|  |                  |                       |                  |                  |   |     |                     |             |             |  |     |              |       |       |  |
|  | 1.°              | Boca Juniors          | 3                | 3                |   |     |                     |             |             |  |     |              |       |       |  |
|  | 1.°              | Boca Juniors          | 3                | 3                |   |     |                     |             |             |  |     |              |       |       |  |
|  | 8.°              | Alianza Jesús María   | 2                | 2                |   |     |                     |             |             |  |     |              |       |       |  |
|  | 8.°              | Alianza Jesús María   | 2                | 2                |   | 1.° | Boca Juniors        | 3           |             |  |     |              |       |       |  |
|  |                  |                       |                  |                  |   | 1.° | Boca Juniors        | 3           |             |  |     |              |       |       |  |
|  |                  |                       | 5.°              | Misiones Vóley   | 1 |     |                     |             |             |  |     |              |       |       |  |
|  | 4.°              | Rosario Vóley         | 5.°              | Misiones Vóley   | 1 | 1   | 2                   |             |             |  |     |              |       |       |  |
|  | 4.°              | Rosario Vóley         |                  |                  |   |     |                     |             |             |  |     |              |       |       |  |
|  | 5.°              | Misiones Vóley        | 3                | 3                |   |     |                     |             |             |  |     |              |       |       |  |
|  | 5.°              | Misiones Vóley        | 3                | 3                |   |     |                     |             |             |  | 1.° | Boca Juniors | 0     |       |  |
|  |                  |                       |                  |                  |   |     |                     |             |             |  | 1.° | Boca Juniors | 0     |       |  |
|  |                  |                       | 3.°              | Orígenes Bolívar | 3 |     |                     |             |             |  |     |              |       |       |  |
|  | 2.°              | La Unión de Formosa   | 3.°              | Orígenes Bolívar | 3 | 3   | 3                   |             |             |  |     |              |       |       |  |
|  | 2.°              | La Unión de Formosa   |                  |                  |   |     |                     |             |             |  |     |              |       |       |  |
|  | 7.°              | Vélez Sarsfield       | 0                | 1                |   |     |                     |             |             |  |     |              |       |       |  |
|  | 7.°              | Vélez Sarsfield       | 0                | 1                |   | 2.° | La Unión de Formosa | 1           |             |  |     |              |       |       |  |
|  |                  |                       |                  |                  |   | 2.° | La Unión de Formosa | 1           |             |  |     |              |       |       |  |
|  |                  |                       | 3.°              | Orígenes Bolívar | 3 |     |                     |             |             |  |     |              |       |       |  |
|  | 3.°              | Orígenes Bolívar      | 3.°              | Orígenes Bolívar | 3 | 3   | 2                   |             |             |  |     |              |       |       |  |
|  | 3.°              | Orígenes Bolívar      |                  |                  |   |     |                     |             |             |  |     |              |       |       |  |
|  | 6.°              | Banco Industrial Azul | 0                | 3                |   |     |                     |             |             |  |     |              |       |       |  |
|  | 6.°              | Banco Industrial Azul | 0                | 3                |   |     |                     |             |             |  |     |              |       |       |  |
|  |                  |                       |                  |                  |   |     |                     |             |             |  |     |              |       |       |  |

Nota: En cuartos de final, el equipo ubicado en la primera línea fue local en los partidos.

### Cuartos de final
Boca Juniors - Alianza Jesús María
| Fecha           | Local        | Resul | Visitante           | Estadio                    | Set 1 | Set 2 | Set 3 | Set 4 | Set 5 |
| --------------- | ------------ | ----- | ------------------- | -------------------------- | ----- | ----- | ----- | ----- | ----- |
| 24 de noviembre | Boca Juniors | 3 - 2 | Alianza Jesús María | Cristóbal Romero, La Rioja | 25-19 | 16-25 | 21-25 | 25-16 | 15-9  |
| 25 de noviembre | Boca Juniors | 3 - 2 | Alianza Jesús María | Cristóbal Romero, La Rioja | 22-25 | 25-18 | 27-29 | 25-20 | 15-11 |

La Unión de Formosa - Misiones Vóley
| Fecha           | Local               | Resul | Visitante       | Estadio             | Set 1 | Set 2 | Set 3 | Set 4 | Set 5 |
| --------------- | ------------------- | ----- | --------------- | ------------------- | ----- | ----- | ----- | ----- | ----- |
| 24 de noviembre | La Unión de Formosa | 3 - 0 | Vélez Sarsfield | Centenario, Formosa | 25-21 | 25-23 | 25-22 | —     | —     |
| 25 de noviembre | La Unión de Formosa | 3 - 1 | Vélez Sarsfield | Centenario, Formosa | 25-22 | 19-25 | 25-22 | 25-18 | —     |

Orígenes Bolívar - Banco Industrial Azul
| Fecha           | Local            | Resul | Visitante             | Estadio                         | Set 1 | Set 2 | Set 3 | Set 4 | Set 5 |
| --------------- | ---------------- | ----- | --------------------- | ------------------------------- | ----- | ----- | ----- | ----- | ----- |
| 24 de noviembre | Orígenes Bolívar | 3 - 0 | Banco Industrial Azul | República de Venezuela, Bolívar | 25-21 | 25-16 | 25-17 | —     | —     |
| 25 de noviembre | Orígenes Bolívar | 2 - 3 | Banco Industrial Azul | República de Venezuela, Bolívar | 25-20 | 20-25 | 19-25 | 25-18 | 12-15 |

Rosario Vóley - Misiones Vóley
| Fecha           | Local          | Resul | Visitante      | Estadio                                 | Set 1 | Set 2 | Set 3 | Set 4 | Set 5 |
| --------------- | -------------- | ----- | -------------- | --------------------------------------- | ----- | ----- | ----- | ----- | ----- |
| 24 de noviembre | Rosario Sonder | 1 - 3 | Misiones Vóley | Estadio Belgrano Centro, Rosario        | 25-16 | 23-25 | 19-25 | 20-25 | —     |
| 25 de noviembre | Rosario Sonder | 3 - 2 | Misiones Vóley | Microestadio Newell's Old Boys, Rosario | 25-19 | 15-25 | 25-16 | 19-25 | 15-11 |

### Semifinales
Boca Juniors - Misiones Vóley
| Fecha          | Local        | Resul | Visitante      | Estadio                         | Set 1 | Set 2 | Set 3 | Set 4 | Set 5 |
| -------------- | ------------ | ----- | -------------- | ------------------------------- | ----- | ----- | ----- | ----- | ----- |
| 8 de diciembre | Boca Juniors | 3 - 1 | Misiones Vóley | República de Venezuela, Bolívar | 25-21 | 16-25 | 25-19 | 25-20 | —     |

La Unión de Formosa - Orígenes Bolívar
| Fecha          | Local               | Resul | Visitante        | Estadio                         | Set 1 | Set 2 | Set 3 | Set 4 | Set 5 |
| -------------- | ------------------- | ----- | ---------------- | ------------------------------- | ----- | ----- | ----- | ----- | ----- |
| 8 de diciembre | La Unión de Formosa | 1 - 3 | Orígenes Bolívar | República de Venezuela, Bolívar | 23-25 | 29-27 | 15-25 | 15-25 | —     |

### Final
Boca Juniors - Orígenes Bolívar
| Fecha          | Local        | Resul | Visitante        | Estadio                         | Set 1 | Set 2 | Set 3 | Set 4 | Set 5 |
| -------------- | ------------ | ----- | ---------------- | ------------------------------- | ----- | ----- | ----- | ----- | ----- |
| 9 de diciembre | Boca Juniors | 0 - 3 | Orígenes Bolívar | República de Venezuela, Bolívar | 17-25 | 22-25 | 23-25 | —     | —     |

Campeón
Bolívar
Primer título

## Premios
Jugador más valioso:  Wallace (Orígenes Bolívar).